# Rafael I
Rafael I (en grec Ραφαήλ Α', en serbi Рафаило I / Rafailo I) va ser patriarca de Constantinoble els anys 1475 i 1476.
Era originari de Sèrbia. Encara que no sabia parlar grec, va ser nomenat patriarca per desig del sultà Mehmet II, a qui Rafael havia promès una gran quantitat de diners. No va poder pagar allò que havia acordat i per la primavera de l'any 1476 va ser destituït i tancat a la presó, on va morir aquell mateix any. Les fonts coincideixen que era un home groller i poc intel·ligent, i que s'embriagava sovint.